# La Bégude-de-Mazenc
La Bégude-de-Mazenc – miejscowość i gmina we Francji, w regionie Owernia-Rodan-Alpy, w departamencie Drôme.
Według danych na rok 1990 gminę zamieszkiwały 1053 osoby, a gęstość zaludnienia wynosiła 45 osób/km² (wśród 2880 gmin regionu Rodan-Alpy La Bégude-de-Mazenc plasuje się na 751. miejscu pod względem liczby ludności, natomiast pod względem powierzchni na miejscu 382.).